# Arctic Oil
Arctic Oil (ARCO) — сорт тяжёлой высокосернистой российской нефти, добываемый на Приразломном месторождении (Арктика, шельф Печорского моря), которое является первым в России проектом по добыче углеводородных ресурсов шельфа Арктики. Первая партия нефти названного сорта была отгружена 18 апреля 2014 года.
Название сорта складывается из начальных букв английских слов Arctic — Арктика и Oil — нефть. Новый сорт нефти впервые поступил на мировой рынок в апреле 2014 года.
Относительно тяжёлая по сравнению с обычной российской экспортной нефтью и другими сортами европейского региона, нефть ARCO хорошо подходит для глубокой переработки на сложных НПЗ северо-западной Европы. Нефть ARCO отличается высокой плотностью 906 кг/м³ и повышенным содержанием серы (2,3 %), плотность в градусах API — 24.
Тяжёлая сернистая нефть, схожая по свойствам с ARCO, наиболее распространена на Ближнем Востоке — в Египте (Belayim, Gharib Blend, Ras Budran), Иране (BSMR Blend, Aboozar), Кувейте (Ratawi), Саудовской Аравии (Arabian Heavy) и Сирии (Souedie). В Северной Америке наиболее схожими сортами являются Maya в Мексике и Cold Lake в Канаде. В Западной Африке добываются похожие по свойствам сорта — Seme Medium в Бенине и Emeraude в Конго.
Круглогодичный вывоз продукции с месторождения обеспечивают нефтеналивные танкеры проекта Р-70046 усиленного ледового класса «Михаил Ульянов» и «Кирилл Лавров». Оба судна специально созданы для транспортировки нефти с «Приразломной» и поставки на рынки сбыта.
По состоянию на 2025 год «Приразломное» — единственное месторождение на арктическом шельфе России, разработка которого уже начата. Оно расположено в Печорском море в 60 км от берега. Извлекаемые запасы нефти превышают 70 млн тонн нефти. Это первый в мире проект по добыче нефти на арктическом шельфе со стационарной платформы. Добыча в рамках опытно-промышленной эксплуатации начата в декабре 2013 года. В 2017 году на «Приразломной» была добыта 5-миллионная тонна арктической нефти.
Цена нефти марки ARCO определяется с дисконтом относительно марки Urals.